# Amaia Cía Abascal
Amaia Cía Abascal (Pamplona, 8 de abril de 1970) es una veterinaria y escritora española.
Aprovechando el horario de guardias nocturnas, empezó a escribir en 2008, dedicándose a la literatura infantil desde un principio.
Fue el libro “Cuentos por teléfono” de Gianni Rodari, que le regalaron sus padres cuando era pequeña, lo que le hizo disfrutar por primera vez (y ya para siempre) de las posibilidades de la fantasía y del absurdo en el mundo de la literatura infantil.

## Premios literarios
- Mención Honorífica del Jurado en el Concurso "Con el mismo papel" organizado por el Ayuntamiento de Logroño. Diciembre de 2008. Cuento: Piratas y princesas.

- Primer premio en el V Concurso de Literatura Infantil “Te lo Cuento Volando” en octubre de 2009, organizado por AENA. Cuento: Cuando Máximo se enamoró.[1]

- Primer premio de relato juvenil en el II Certamen de Literatura Infantil y Juvenil “Con el mismo papel” organizado por el Ayuntamiento de Logroño en diciembre de 2009. Cuento: Soufflé de queso.[2]

- Primer premio en el concurso “I Premio Mapendo de Cuentos Infantiles” organizado por la Fundación Roger Torné de Barcelona, en enero de 2012. Cuento: Margarita quiere fabricar montañas.[3]

- Accésit en el concurso “El Cuentagotas” organizado por la Fundación Canal Isabel Segunda de Madrid en diciembre de 2011. Cuento: Sopa.[4]

- Relato ganador en el “XVII Concurso Nacional de Cuentos Infantiles Tertulia Goya” en octubre de 2012. Cuento: Soplar pestañas.[5]

- Primer premio del V Certamen Literario del Agua de Emasesa en junio de 2013. Cuento: Solo cuatro gotas de agua.[6]

- Premio Ciudad de Marbella otorgado por la Fundación José Banús Masdeu y Pilar Calvo y Sánchez de León en noviembre de 2014. Cuento: Reino de La, Reino de Lo.[7]
- Premio de Literatura Infantil Ciudad de Málaga concedido por el Ayuntamiento de Málaga y el grupo Anaya en julio de 2018. Cuento: Cazar un bosque, pescar un mar.

## Publicaciones
- Cuando Máximo se enamoró. 2009. Ilustraciones: Amaia Cía Abascal. Editorial: Centro de Documentación y Publicaciones de Aena.[8]

- Margarita quiere fabricar montañas. 2010. Ilustraciones de Mabel Piérola. Ediciones Bellaterra.[9]

- Soufflé de queso. 2010. Ilustraciones de Antonia Santolaya. Edita: Ayuntamiento de Logroño.

- Sopa. 2011. Ilustraciones de Rafa Sañudo. Edita: Fundación Canal.[10]

- Sara y Ulises/Ulises y Sara. Un regalo muy especial. 2013. Ilustraciones: Vanessa Cabrera. Editorial: Random-House-Mondadori (sello Beascoa).[11]

- Sara y Ulises/Ulises y Sara. Entre monstruos. 2013. Ilustraciones: Vanessa Cabrera. Editorial: Random-House-Mondadori (sello Beascoa).[12]

- Sara y Ulises/Ulises y Sara. Perdidos en el museo. 2013. Ilustraciones: Vanessa Cabrera. Editorial: Random-House-Mondadori (sello Beascoa).[13]

- Sara y Ulises/Ulises y Sara. Sara es una saltimbanqui. 2013. Ilustraciones: Vanessa Cabrera. Editorial: Random-House-Mondadori (sello Beascoa).[14]

- Nada, o qué tienen en común un mago y un aprendiz de cartero. 2013 . Ilustraciones de Ignasi Blanch. Editorial Edelvives.[15][16]

- El orinal de Rita. 2014. Ilustraciones de Ana Cobos. Editorial Penguin-Random-House (sello Beascoa).[17]

- Rita ya no lleva chupete. 2014. Ilustraciones de Ana Cobos. Editorial Penguin-Random-House (sello Beascoa).[18]

- Hay una vaca en la nevera. 2014. Ilustraciones de Ricard Zaplana. Editorial Penguin-Random-House (sello Beascoa).[19]
- Hay un hipopótamo en la bañera. 2015. Ilustraciones de Ricard Zaplana. Editorial Penguin-Random-House (sello Beascoa).